# NGC 4562
NGC 4562 (ook: NGC 4565A) is een balkspiraalstelsel in het sterrenbeeld Hoofdhaar. Het hemelobject werd in 1882 ontdekt door de Duitse astronoom Ernst Wilhelm Leberecht Tempel.

## Synoniemen
- UGC 7758
- MCG 4-30-4
- ZWG 129.8
- KUG 1233+261
- PGC 41955